# گیدسک
گیدسک یک روستا در ایران است که در دهستان نهارجان شهرستان سربیشه واقع شده‌است. گیدسک ۲۹ نفر جمعیت دارد.